# Sierra de Salinas (Villena)
Sierra de Salinas es una pedanía de Villena (Alicante), situada en la Sierra de Salinas, al suroeste de dicho término municipal. Surgió a principios del siglo XX a raíz de la Ley de Colonización y Repoblación interior de 30 de agosto de 1907. Las 1363 ha fueron adjudicadas a 49 familias. En 2015 sólo vivían 3 habitantes en la colonia (INE).
En mayo de 2010 se entregaron finalmente los títulos de propiedad de las diferentes parcelas a los descendientes de esas primeras familias de colonos, tras casi un siglo de reclamaciones.

## Demografía
| Población | 0 | 0 | 0 | 0 | 4 | 4 | 4 | 4 | 4 | 4 |